# Declaración Universal de los Derechos Humanos
La Declaración Universal de los Derechos Humanos (DUDH) es un documento adoptado por la Asamblea General de las Naciones Unidas en su Resolución 217 A (III), el 10 de diciembre de 1948 en París, que recoge en sus 30 artículos los derechos humanos considerados básicos e inviolables. Debido a la falta de consenso internacional que existía en ese momento sobre la obligatoriedad de proteger y respetar los derechos humanos, el documento no logró ser formalizado como un tratado internacional, obligatorio para los Estados firmantes, y se limitó a una declaración, que fuera tomada como un ideal orientativo para la humanidad.  
Tres décadas después se alcanzó un consenso internacional suficiente para establecer la obligatoriedad para los Estados de proteger los derechos humanos, al entrar en vigor los Pactos Internacionales de Derechos Humanos que, junto con sus protocolos opcionales y la DUDH, comprenden lo que se ha denominado como Carta Internacional de Derechos Humanos.  
Hasta la fecha son nueve los tratados que conforman el cuerpo básico de instrumentos internacionales de derechos humanos: derechos civiles y políticos, económicos y sociales, contra el racismo, contra la discriminación de las mujeres, contra la tortura, derechos de la niñez, trabajadores migrantes, contra la desaparición forzada y derechos de las personas con discapacidades.

## Historia de la evolución de los derechos humanos
En la lenta evolución histórica de los derechos, es a partir del siglo XVII cuando empiezan a contemplarse declaraciones explícitas con base en la idea contemporánea del “derecho natural”. Inglaterra incorpora en 1679 a su constitución la Habeas Corpus Act (Ley de Habeas Corpus) y la Bill of Rights (Declaración de Derechos) en 1689. En Francia como consecuencia de la Revolución francesa, se hace pública, en 1789, la Declaración de los Derechos del Hombre y del Ciudadano.
En 1927, entra en vigor la Convención sobre la Esclavitud de 1926, que prohíbe la esclavitud en todas sus formas. Los llamados “Códigos de Malinas” que abarcan la moral internacional (1937), las relaciones sociales (1927), las relaciones familiares (1951) y el Código de Moral Política (1957), son intentos parciales de la conciencia pública por regular una seguridad mínima de respeto al individuo, habitualmente ignorado por los Estados. Como consecuencia de la Primera Guerra Mundial la Sociedad de Naciones impulsó los Convenios de Ginebra sobre seguridad, respeto y derechos mínimos de los prisioneros de guerra, y en 1948 tras la Segunda Guerra Mundial, la Asamblea General de las Naciones Unidas aprobó el documento titulado “Declaración Universal de los Derechos Humanos”, conjunto de normas y principios, garantía de la persona frente a los poderes públicos.

## Proceso de elaboración
En virtud del artículo 68 de la Carta de las Naciones Unidas, el Consejo Económico y Social de las Naciones Unidas creó la Comisión de Derechos Humanos. A este organismo, formado por dieciocho representantes de Estados miembros de la ONU, se le encomendó la elaboración de una serie de instrumentos para la defensa de los derechos humanos. Dentro de la Comisión se creó un comité formado por ocho miembros, que serían Eleanor Roosevelt (Estados Unidos), René Cassin (Francia), Charles Malik (Líbano), Peng Chun Chang (China), Hernán Santa Cruz (Chile), Alexander E. Bogomolov/Alexei P. Pavlov (Unión Soviética), Lord Dukeston/Geoffrey Wilson (Reino Unido) y William Roy Hodgson (Australia). Fue también de especial relevancia la intervención de John Peters Humphrey, de Canadá, director de la División de Derechos Humanos de la ONU.
El proyecto de Declaración se sometió a votación el 10 de diciembre de 1948 en París, y fue aprobado, por los que entonces eran los 58 Estados miembros de la Asamblea General de la ONU, con 48 votos a favor y las 8 abstenciones de la Unión Soviética, de los países de Europa del Este, de Arabia Saudí y de Sudáfrica. Además, otros dos países miembros no estuvieron presentes en la votación.
La abstención sudafricana puede ser vista como un intento de proteger su sistema de apartheid, el cual violaba claramente varios principios de la declaración. La abstención de la delegación saudí se debió principalmente a su inconformidad con dos artículos: el 16 (matrimonio sin discriminación y con consentimiento de los cónyuges) y el 18 (derecho a cambiar de religión). Las abstenciones de las naciones comunistas se centraban en el hecho de que la declaración no condenaba específicamente el fascismo y el nazismo. Sin embargo, Eleanor Roosevelt atribuyó dicha abstención a la inconformidad con el artículo 13 (derecho a salir del país libremente).
Así fue la votación:
- Votos a favor (48): Afganistán, Argentina, Australia, Bélgica, Birmania, Bolivia, Brasil, Canadá, Chile, China, Colombia, Costa Rica, Cuba, Dinamarca, República Dominicana, Ecuador, Egipto, El Salvador, Estados Unidos, Etiopía, Filipinas, Francia, Grecia, Guatemala, Haití, Holanda, India, Irak, Irán, Islandia, Líbano, Liberia, Luxemburgo, México, Nueva Zelanda, Nicaragua, Noruega, Pakistán, Panamá, Paraguay, Perú, Reino Unido, Siria, Suecia, Tailandia, Turquía, Uruguay y Venezuela.

- Abstenciones (8): Arabia Saudí, Bielorrusia, Checoslovaquia, Polonia, Sudáfrica, Ucrania, Unión Soviética y Yugoslavia.

- Ausentes (2): Honduras y Yemen.
- Votos en contra: ninguno

## Estructura y contenidos
La Declaración Universal de los Derechos Humanos (DUDH) fue escrita por representantes de todo el mundo, con el propósito de ser un ideal común para todos los pueblos y naciones. En su contenido establece los derechos fundamentales que deben preservarse alrededor del mundo, se compone con un preámbulo y 30 artículos, que recogen derechos de carácter civil, político, social, económico y cultural.

### Preámbulo
El preámbulo, como parte expositiva que precede un documento legal, también llamado exposición de motivos, se presenta como fuente interpretativa y de síntesis de la declaración, planteando así sus intenciones, haciendo análisis e interpretación de la misma.
En su contenido presentan las consideraciones que se toman en cuenta para su elaboración, mencionando: el reconocimiento de la dignidad intrínseca, los derechos iguales e inalienables, la promoción del desarrollo de las relaciones amistosas entre naciones, los derechos fundamentales del hombre, en los que se incluyen la dignidad y el valor de la persona humana y en igualdad de derechos de hombres y mujeres; y el respeto universal y efectivo a los derechos y libertades fundamentales del hombre. Bajo estas consideraciones, se proclama a la presente Declaración Universal de los Derechos Humanos como modelo ejemplar para todas las naciones, con el fin de que se promueva, mediante la enseñanza y la educación, el respeto a estos derechos y libertades; y que se asegure su reconocimiento y aplicación efectiva.

### Artículo 1

El célebre lema de la Revolución francesa inspiró el primer artículo de la DUDH.

Este artículo, aclara que la igualdad de los seres humanos refiere a la dignidad y a los derechos. "Todos los seres humanos nacen libres e iguales en dignidad y derechos y, dotados como están de razón y conciencia, deben comportarse fraternalmente los unos con los otros."

### Artículo 2
“Toda persona tiene todos los derechos y libertades proclamados en esta Declaración, sin distinción alguna de raza, color, sexo, idioma, religión, opinión política o de cualquier otra índole, origen nacional o social, posición económica, nacimiento o cualquier otra condición. Además, no se hará distinción alguna fundada en la condición política, jurídica o internacional del país o territorio de cuya jurisdicción dependa una persona, tanto si se trata de un país independiente, como de un territorio bajo administración fiduciaria, no autónomo o sometido a cualquier otra limitación de soberanía.”

### Artículos 3 al 27
Los artículos 3 al 11 recogen derechos de carácter personal;
Establecen derechos fundamentales de las personas: derecho a la vida, a la libertad y a la seguridad (Art. 3); derecho al reconocimiento de su personalidad jurídica (Art. 6); derecho a la igual protección ante la ley (Art. 7); derecho al recurso efectivo ante tribunales competentes (Art. 8); derecho a ser oído públicamente y con justicia ante el tribunal, bajo las condiciones de plena igualdad (Art.10); derecho a la presunción de inocencia (Art. 11).
Se plantean exclusiones que buscan los derechos humanos: nadie estará sometido a la esclavitud (Art. 4); nadie será sometido a torturas ni penas o tratos crueles (Art. 5); nadie podrá ser arbitrariamente detenido, preso ni desterrado (Art. 9); nadie será condenado por actos u omisiones que en el momento de cometerse no fueron delictivos según el Derecho nacional o internacional; tampoco se impondrá pena más grave que la aplicable en el momento de la comisión del delito (Art. 11).

Los artículos 12 al 17 recogen derechos del individuo en relación con la comunidad;
Derecho a circular libremente y a elegir su residencia en el territorio de un Estado, derecho de salir de cualquier país, incluso del propio, y a regresar a su país (Art. 13); derecho a buscar asilo y disfrutar de él, en caso de persecución (Art. 14); derecho a la nacionalidad (Art. 15); derecho, sin hacer restricción alguna, a casarse y fundar una familia (Art. 16); derecho a la propiedad individual y colectivamente (Art. 17).

Los artículos del 18 al 21 engloban los derechos de pensamiento, de conciencia, de religión y libertades políticas;
“Toda persona tiene derechos a la libertad de pensamiento, de conciencia y de religión; este derecho incluye la libertad de cambiar de religión o de creencia, así como la libertad de manifestar su religión o su creencia, individual y colectivamente, tanto en público como en privado, por la enseñanza, la práctica, el culto y la observancia.” (Art.18).

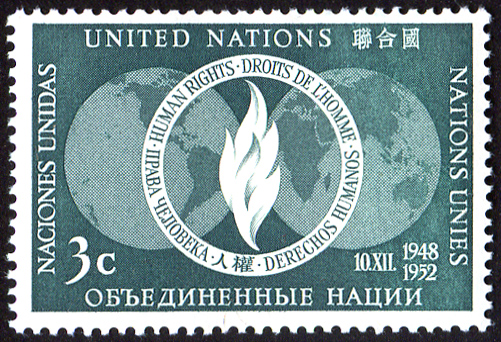
Sello conmemorativo de los 5 años de la Declaración Universal de los Derechos Humanos.

“Todo individuo tiene derecho a la libertad de opinión y de expresión; este derecho incluye el de no ser molestado a causa de sus opiniones, el de investigar y recibir informaciones y opiniones, y el de difundirlas, sin limitación de fronteras, por cualquier medio de expresión” (Art.19).
Por otro lado, los artículos del 22 al 27 abordan los derechos económicos, sociales y culturales;
“Toda persona tiene derecho a un nivel de vida adecuado que le asegure, así como a su familia, la salud, el bienestar y en especial la alimentación, el vestido, la vivienda, la asistencia médica y los servicios sociales necesarios; tiene asimismo derecho a los seguros en caso de desempleo, enfermedad, invalidez, viudez, vejez u otros casos de pérdida de sus medios de subsistencia por circunstancias independientes de su voluntad.” (Art. 25, 1).
“Toda persona tiene derecho a la educación. La educación debe ser gratuita, al menos en lo concerniente a la instrucción elemental y fundamental. La instrucción elemental será obligatoria. La instrucción técnica y profesional habrá de ser generalizada; el acceso a los estudios superiores será igual para todos, en función de los méritos respectivos (Art. 26,1).”

Esta última parte de la carta que son los artículos del 28 al 30 aborda las condiciones y límites con los que todos los derechos deben ejercerse, por ejemplo:

“Toda persona tiene derechos a que se establezca un orden social e internacional en el que los derechos y libertades proclamados en esta declaración se hagan plenamente efectivos” (Art. 28). 

## Importancia de la Declaración
Aunque no es un documento obligatorio o vinculante para los Estados, sirvió como base para la creación de las dos convenciones internacionales de la ONU, el Pacto Internacional de Derechos Civiles y Políticos y el Pacto Internacional de Derechos Económicos, Sociales y Culturales, pactos que fueron adoptados por la Asamblea General de Naciones Unidas en su resolución 2200 A (XXI), de 16 de diciembre de 1966. Sigue siendo citada ampliamente por profesores universitarios, abogados defensores y por tribunales constitucionales. Así mismo, el texto adquiere rango constitucional en algunos países, como es el caso de Argentina:

Aprobar o desechar tratados concluidos con las demás naciones y con las organizaciones internacionales y los concordatos con la Santa Sede. Los tratados y concordatos tienen jerarquía superior a las leyes.

La Declaración Americana de los Derechos y Deberes del Hombre; la Declaración Universal de Derechos Humanos; (...); en las condiciones de su vigencia, tienen jerarquía constitucional, no derogan artículo alguno de la primera parte de esta Constitución y deben entenderse complementarios de los derechos y garantías por ella reconocidos. Sólo podrán ser denunciados, en su caso, por el Poder Ejecutivo Nacional, previa aprobación de las dos terceras partes de la totalidad de los miembros de cada Cámara.

Los demás tratados y convenciones sobre derechos humanos, luego de ser aprobados por el Congreso, requerirán el voto de las dos terceras partes de la totalidad de los miembros de cada Cámara para gozar de la jerarquía constitucional.
Artículo 75, inciso 22 de la Constitución de la Nación Argentina (1994)

También la Constitución española de 1978 reconoce la Declaración:

Las normas relativas a los derechos fundamentales y a las libertades que la Constitución reconoce se interpretarán de conformidad con la Declaración Universal de Derechos Humanos y los tratados y acuerdos internacionales sobre las materias ratificados por España
Artículo 10, apartado 2, de la Constitución Española (1978)

Abogados internacionalistas continuamente debaten cuáles de sus estipulaciones se pueden decir que constituyen derecho internacional consuetudinario. Las opiniones varían mucho en cuanto a esto y se cuestionan desde algunas estipulaciones hasta todo el documento.
Según el Libro Guinness de los récords, la "DUDH" es el documento traducido a más idiomas en el mundo (en el 2004 había sido traducido a más de 330 idiomas).

## Derechos Humanos delsigloXXI: la Declaración Universal de Derechos Humanos Emergentes
La Declaración Universal de los Derechos Humanos Emergentes (DUDHE) surge de un proceso de diálogo de diversos componentes de la sociedad civil, organizado por el Instituto de Derechos Humanos de Cataluña en el marco del Foro Universal de las Culturas Barcelona 2004, titulado Derechos Humanos, Necesidades Emergentes y Nuevos Compromisos. El 2 de noviembre de 2007, en el marco del Fórum de Monterrey (México) es aprobada la DUDHE.
Los derechos humanos emergentes suponen una nueva concepción de la participación de la sociedad civil, dando voz a organizaciones y agrupaciones nacionales e internacionales que tradicionalmente han tenido poco o ningún peso en la configuración de las normas jurídicas, como las ONG, los movimientos sociales y las ciudades, frente a los retos sociales, políticos y tecnológicos que plantea la globalización y la sociedad global. La DUDHE no pretende sustituir ni quitar vigencia a la Declaración Universal de Derechos Humanos de 1948, ni a los instrumentos nacionales o internacionales de protección de los derechos humanos, más bien pretende actualizar, complementar, responder a los retos de la sociedad global y actuar como complemento desde el punto de vista de la ciudadanía participativa.

Nosotros, ciudadanas y ciudadanos del mundo, miembros de la sociedad civil comprometidos con los derechos humanos, formando parte de la comunidad política universal, reunidos en ocasión del Foro Universal de las Culturas en Barcelona 2004 y Monterrey 2007, e inspirados por los valores de respeto a la dignidad del ser humano, libertad, justicia, igualdad y solidaridad, y el derecho a una existencia que permita desarrollar estándares uniformes de  bienestar y de calidad de vida para todos [...]
Preámbulo de la Declaración Universal de los Derechos Humanos Emergentes

## Reacciones

### Elogios y apoyo
La Declaración Universal ha recibido elogios de varios activistas, juristas y líderes políticos notables. El filósofo y diplomático libanés Charles Malik la calificó como "un documento internacional de primer orden", mientras que Eleanor Roosevelt-primera presidenta de la Comisión de Derechos Humanos (CDH) que ayudó a redactar la Declaración-afirmó que "bien podría convertirse en la Carta Magna internacional de todos los hombres en todo el mundo" En la Conferencia Mundial de Derechos Humanos de la ONU de 1993, una de las mayores reuniones internacionales sobre derechos humanos, diplomáticos y funcionarios representantes de 100 naciones reafirmaron el "compromiso de sus gobiernos con los propósitos y principios contenidos en la Carta de las Naciones Unidas y en la Declaración Universal de los Derechos Humanos" y destacaron que la Declaración como "fuente de inspiración y ha sido la base de las Naciones Unidas para realizar avances en el establecimiento de normas contenidas en los instrumentos internacionales de derechos humanos existentes. " En un discurso pronunciado el 5 de octubre de 1995, el Papa Juan Pablo II calificó la Declaración como "una de las más altas expresiones de la conciencia humana de nuestro tiempo", a pesar de que el Vaticano nunca la adoptó. En una declaración realizada el 10 de diciembre de 2003 en nombre de la Unión Europea, Marcello Spatafora dijo que la Declaración "situaba los derechos humanos en el centro del marco de principios y obligaciones que configuran las relaciones en la comunidad internacional".
Como pilar de los derechos humanos internacionales, la DUDH goza de un amplio apoyo entre las organizaciones internacionales y no gubernamentales. La Federación Internacional de Derechos Humanos (FIDH), una de las organizaciones de derechos humanos más antiguas, tiene como mandato fundamental la promoción del respeto de todos los derechos establecidos en la Declaración, el Pacto Internacional de Derechos Civiles y Políticos y el Pacto Internacional de Derechos Económicos, Sociales y Culturales. Amnistía Internacional, la tercera organización internacional de derechos humanos más antigua, ha observado periódicamente el Día de los Derechos Humanos y ha organizado actos en todo el mundo para concienciar y apoyar la DUDH. Algunas organizaciones, como la Oficina Cuáquera para las Naciones Unidas, el Comité de Servicio de los Amigos Americanos y Juventud por los Derechos Humanos Internacional (YHRI) han desarrollado planes de estudio o programas para educar a los jóvenes sobre la DUDH.
Las disposiciones específicas son citadas o elaboradas por de interés en relación con su área específica de interés. En 1997, el consejo de la American Library Association (ALA) respaldó los artículos 18 a 20 relativos a las libertades de pensamiento, opinión y expresión, que se codificaron en el Derecho Universal a la Libre Expresión de la ALA y en la Carta de Derechos de las Bibliotecas. La Declaración constituyó la base de la afirmación de la ALA de que la censura, la invasión de la privacidad y la interferencia de opiniones son violaciones de los derechos humanos.

### Críticas

#### Países islámicos

Mapa de distribución del Islam en el mundo

El mapa muestra el porcentaje de población musulmana en cada nación, en todo el mundo. El color gris para una nación significa que casi el cero por ciento de la población de esa nación es musulmana.

La mayoría de los países de mayoría musulmana que entonces eran miembros de la ONU firmaron la Declaración en 1948, incluidos Afganistán, Egipto, Irak, Irán y Siria; Turquía, que tenía una población abrumadoramente musulmana pero un gobierno oficialmente laico, también votó a favor. Arabia Saudí fue la única que se abstuvo en la Declaración entre las naciones musulmanas, alegando que violaba la Sharia. Pakistán, oficialmente un Estado islámico, firmó la declaración y criticó la postura saudí, argumentando firmemente a favor de incluir la libertad de religión.
Además, algunos diplomáticos musulmanes ayudarían más tarde a redactar otros tratados de derechos humanos de la ONU. Por ejemplo, la insistencia del representante de Irak ante la ONU, Bedia Afnan en una redacción que reconociera la igualdad de género dio lugar al artículo 3 dentro del PIDCP y el PIDESC, que, junto con la DUDH, forman la Carta Internacional de Derechos. La diplomática paquistaní Shaista Suhrawardy Ikramullah influyó en la redacción de la Declaración, especialmente en lo que respecta a los derechos de la mujer, y desempeñó un papel en la preparación de la Convención sobre el Genocidio de 1951.
En 1982, el representante de Irán ante las Naciones Unidas, que representaba a la recién instalada república islámica del país, dijo que la Declaración era "una interpretación secular de la tradición judeocristiana" que no podía ser aplicada por los musulmanes sin entrar en conflicto con la sharia.
El 30 de junio de 2000, los Estados miembros de la Organización de Cooperación Islámica, que representa a la mayor parte del mundo musulmán, resolvieron oficialmente apoyar la Declaración de El Cairo sobre los Derechos Humanos en el Islam, un documento alternativo que dice que las personas tienen "libertad y derecho a una vida digna de acuerdo con la Shari'ah islámica", sin ninguna discriminación por motivos de "raza, color, idioma, sexo, creencias religiosas, afiliación política, estatus social u otras consideraciones". La Declaración de El Cairo está ampliamente reconocida como una respuesta a la DUDH, y utiliza un lenguaje universalista similar, aunque derivado únicamente de la jurisprudencia islámica.
Respecto a la promulgación de la Declaración de El Cairo sobre los Derechos Humanos en el Islam, T. Jeremy Gunn, profesor de Derecho y Ciencias Políticas de la Universidad Internacional de Rabat en Marruecos, ha declarado:

La Liga de Estados Árabes (Liga Árabe), de veintidós miembros, cada uno de los cuales pertenece también a la OCI y es mayoritariamente musulmán, creó sus propios instrumentos e instituciones de derechos humanos (con sede en El Cairo) que la diferencian del régimen internacional de derechos humanos. Aunque el término "árabe" denota una etnia y "musulmán" hace referencia a una religión, todos los países de mayoría árabe son también países de mayoría musulmana, aunque lo contrario no es cierto. De hecho, la preponderancia de los países de mayoría musulmana no es árabe. Desde hace tiempo se reconoce que el mundo árabe de mayoría musulmana ocupa un lugar especialmente pobre en lo que respecta a los derechos humanos. Según el Informe sobre el Desarrollo Humano Árabe 2009, redactado por expertos árabes para la Oficina Regional para los Estados Árabes del Programa de las Naciones Unidas para el Desarrollo. Oficina Regional para los Estados Árabes, "los Estados árabes parecen contentarse con ratificar algunos tratados internacionales de derechos humanos, pero no llegan a reconocer el papel de los mecanismos internacionales para hacer efectivos los derechos humanos." [...] La resistencia a la aplicación de las normas internacionales de derechos humanos en algunas partes del mundo musulmán y árabe es tal vez más notable con la panoplia de derechos relacionados con la religión. En lo que respecta a la DUDH, el núcleo de la resistencia se centra en cuestiones como el derecho a la libertad de pensamiento, conciencia y religión (artículo 18), la prohibición de la discriminación por motivos de religión (artículo 2) y la prohibición de la discriminación contra la mujer (preámbulo, artículo 2, artículo 16). La misma resistencia a las normas universales, ya presente en la DUDH, continuó en las elaboraciones posteriores de los derechos humanos, como el Pacto Internacional de Derechos Civiles y Políticos (PIDCP), la Convención sobre la eliminación de todas las formas de discriminación contra la mujer, la Convención sobre los Derechos del Niño y la Declaración sobre la eliminación de todas las formas de intolerancia y discriminación fundadas en la religión o las convicciones de 1981.

Varios estudiosos de diferentes campos han expresado su preocupación por el supuesto sesgo del mundo occidental de la Declaración. Abdulaziz Sachedina observa que los musulmanes están de acuerdo en general con la premisa universalista de la Declaración, que es compartida por el Islam, pero difieren en cuanto a los contenidos específicos, que muchos consideran "insensibles a los valores culturales musulmanes particulares, especialmente cuando se trata de hablar de los derechos individuales en el contexto de los valores colectivos y familiares de la sociedad musulmana".: 50–51  Sin embargo, señala que la mayoría de los eruditos musulmanes, aunque se oponen al marco intrínsecamente secular del documento, respetan y reconocen algunos de sus "fundamentos".: 50–51  Sachedina añade que muchos cristianos critican igualmente la Declaración por reflejar un sesgo secular y liberal en oposición a ciertos valores religiosos.: 50–51 

#### "El derecho a negarse a matar"
Grupos como Amnistía Internacional y War Resisters International han defendido que se añada a la Declaración Universal "El derecho a negarse a matar", al igual que Seán MacBride, antiguo secretario general de las Naciones Unidas y galardonado con el Premio Nobel de la Paz. La Internacional de Resistentes a la Guerra ha declarado que el derecho a la Objeción de conciencia al servicio militar se deriva principalmente del artículo 18 de la DUDH, que preserva el derecho a la libertad de pensamiento, conciencia y religión. En el seno de la ONU se han dado algunos pasos para hacer más explícito este derecho, y el Consejo de Derechos Humanos ha afirmado en repetidas ocasiones que el artículo 18 consagra "el derecho de toda persona a la objeción de conciencia al servicio militar como ejercicio legítimo del derecho a la libertad de pensamiento, de conciencia y de religión".

#### Asociación Americana de Antropología
La Asociación Antropológica Americana criticó la DUDH durante su proceso de redacción, advirtiendo que su definición de los derechos universales reflejaba un paradigma de Cultura Occidental que era injusto para las naciones no occidentales. Además, argumentaron que la historia de colonialismo y evangelismo de Occidente los convertía en un representante moral problemático para el resto del mundo. Propusieron tres notas para su consideración con temas subyacentes del relativismo cultural:
1. El individuo realiza su personalidad a través de su cultura, de ahí que el respeto a las diferencias individuales conlleve un respeto a las diferencias culturales.
2. El respeto a las diferencias entre culturas está validado por el hecho científico de que no se ha descubierto ninguna técnica de evaluación cualitativa de las culturas.
3. Las normas y los valores son relativos a la cultura de la que derivan, de modo que cualquier intento de formular postulados que surjan de las creencias o los códigos morales de una cultura debe, en esa medida, restarle aplicabilidad a cualquier Declaración de Derechos Humanos a la humanidad en su conjunto.[42]

#### Declaración de Bangkok
Durante los preparativos de la Conferencia Mundial de Derechos Humanos celebrada en 1993, los ministros de varios estados asiáticos adoptaron la Declaración de Bangkok, en la que reafirmaban el compromiso de sus gobiernos con los principios de la Carta de las Naciones Unidas y la Declaración Universal de Derechos Humanos. Declararon su opinión sobre la interdependencia e indivisibilidad de los derechos humanos y subrayaron la necesidad de universalidad, objetividad y no selectividad de los derechos humanos. Sin embargo, al mismo tiempo, hicieron hincapié en los principios de soberanía y no injerencia, y pidieron que se hiciera mayor hincapié en los derechos económicos, sociales y culturales, en particular, en el derecho al desarrollo económico, estableciendo directrices de colaboración internacional entre los firmantes. La Declaración de Bangkok se considera una expresión histórica de los valores asiáticos con respecto a los derechos humanos, que ofrece una amplia crítica al universalismo de los derechos humanos.

## Sexagésimo aniversario de la Declaración
El 10 de diciembre de 2008 se cumplieron sesenta años desde la aprobación de la Declaración Universal de Derechos Humanos. En esa jornada, la Asamblea General de las Naciones Unidas declaró al año siguiente, 2009, Año Internacional del Aprendizaje sobre los Derechos Humanos, debido a que, tras un análisis de la situación real en el mundo, se tomó conciencia de que la realización de la Declaración tenía defectos que podrían reducirse a través del aprendizaje y la educación. Para este aniversario de la Declaración, se acuñaron monedas conmemorativas de 2 euros de Bélgica, Italia, Finlandia y Portugal.